# 巴西海豬魚
巴西海豬魚（學名：Halichoeres brasiliensis），為輻鰭魚綱鱸形目隆頭魚亞目隆頭魚科的其中一種，分布於西南大西洋的巴西、千里達海域，棲息深度0-35公尺，體長可達39.5公分，棲息在岩礁海域，以底棲性無脊椎動物為食，生活習性不明。